# James Read Eckard
James Read Eckard, född den 5 november 1805 i Philadelphia, död den 12 mars 1887, var en amerikansk missionär.
Eckard graduerades vid universitetet i Pennsylvania, var praktiserande jurist till 1831. Han studerade teologi vid Princetons seminarium och utsändes 1833 som missionär till Ceylon, där han verkade till 1843. Åren 1844-46 var han rektor vid Chatham Academy, Savannah, 1848-58 pastor vid en presbyteriansk församling i Washington, D.C. och 1858-72 professor i historia och vältalighet vid Lafayette College, Easton, Pennsylvania.